# The Ballad of Dood and Juanita
The Ballad of Dood and Juanita è il settimo album in studio del cantautore statunitense Sturgill Simpson, pubblicato nel 2021.

## Tracce
1. Prologue – 1:01
2. Ol' Dood" ((Part I)) – 2:57
3. One in the Saddle, One on the Ground – 3:15
4. Shamrock – 4:40
5. Played Out – 3:25
6. Sam – 1:12
7. Juanita (featuring Willie Nelson) – 3:40
8. Go in Peace – 2:37
9. Epilogue – 0:37
10. Ol' Dood (Part II) – 4:22

## Classifiche
| Classifica (2021) | Posizione raggiunta |
| ----------------- | ------------------- |
| Stati Uniti       | 23                  |